# Jolán Földes
Jolán Földes (Kenderes, 20 de dezembro de 1902 — Londres, Outubro de 1963) foi uma escritora húngara, também conhecida como Yolanda Földes. A sua principal obra foi A rua do gato que pesca (A halászó macska utcája, em húngaro) que relata as condições de vida por vezes duras dos emigrantes húngaros na cidade de Paris.

## Obras de Jolán Földes

### emhúngaro
- Mária jól érett (1932)
- Majd a Vica (1933)
- Férjhez megyek (Je me marie, 1935)
- Ági nem emlékszik semmire (1933)
- A halászó macska utcája (A rua do gato que pesca) (1936). Esta obra recebeu em 1936, Grande Prémio Internacional do Romance do Pinter Publishing Ltd (Londres). O título refere-se ao nome de uma rua muito estreita de Paris, onde vivia uma família de emigrantes húngaros que viviam em condições muito difíceis. Foi traduzida em 12 outras línguas. Em 1959, foi traduzida em português.
- Péter nem veszti el a fejét (1937)
- Fej vagy írás (1937)
- Más világrész (1937).

### eminglês
- Golden Earrings (1945?)
- Prelude to Love
- Shadows on the Mirror
- Moving Freely (1947) (Exilés)